# 二郎山隧道

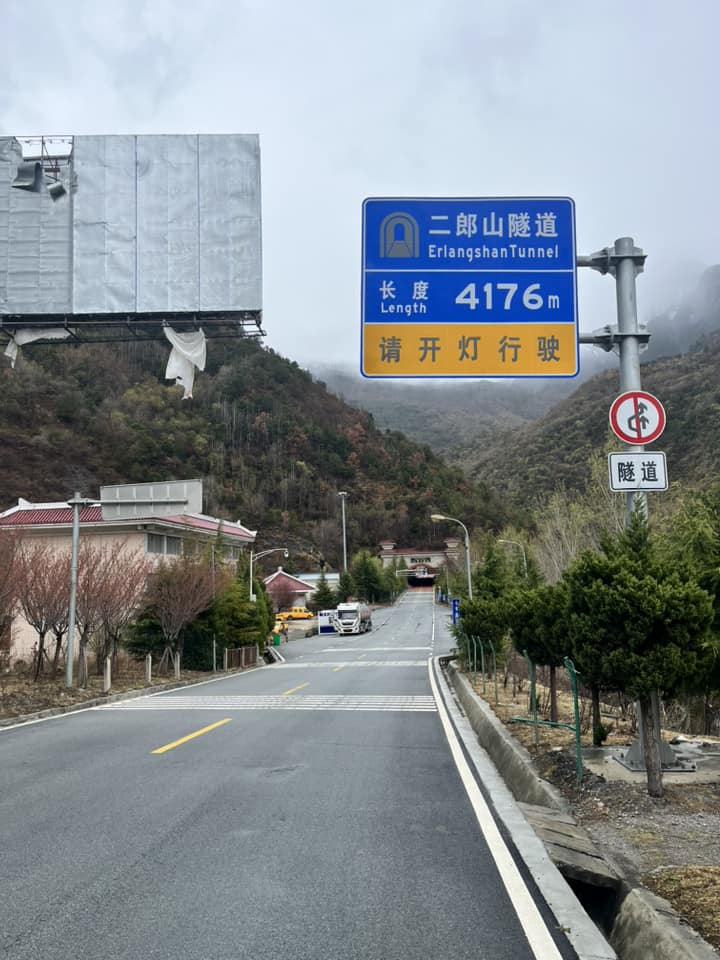
二郎山隧道指示牌

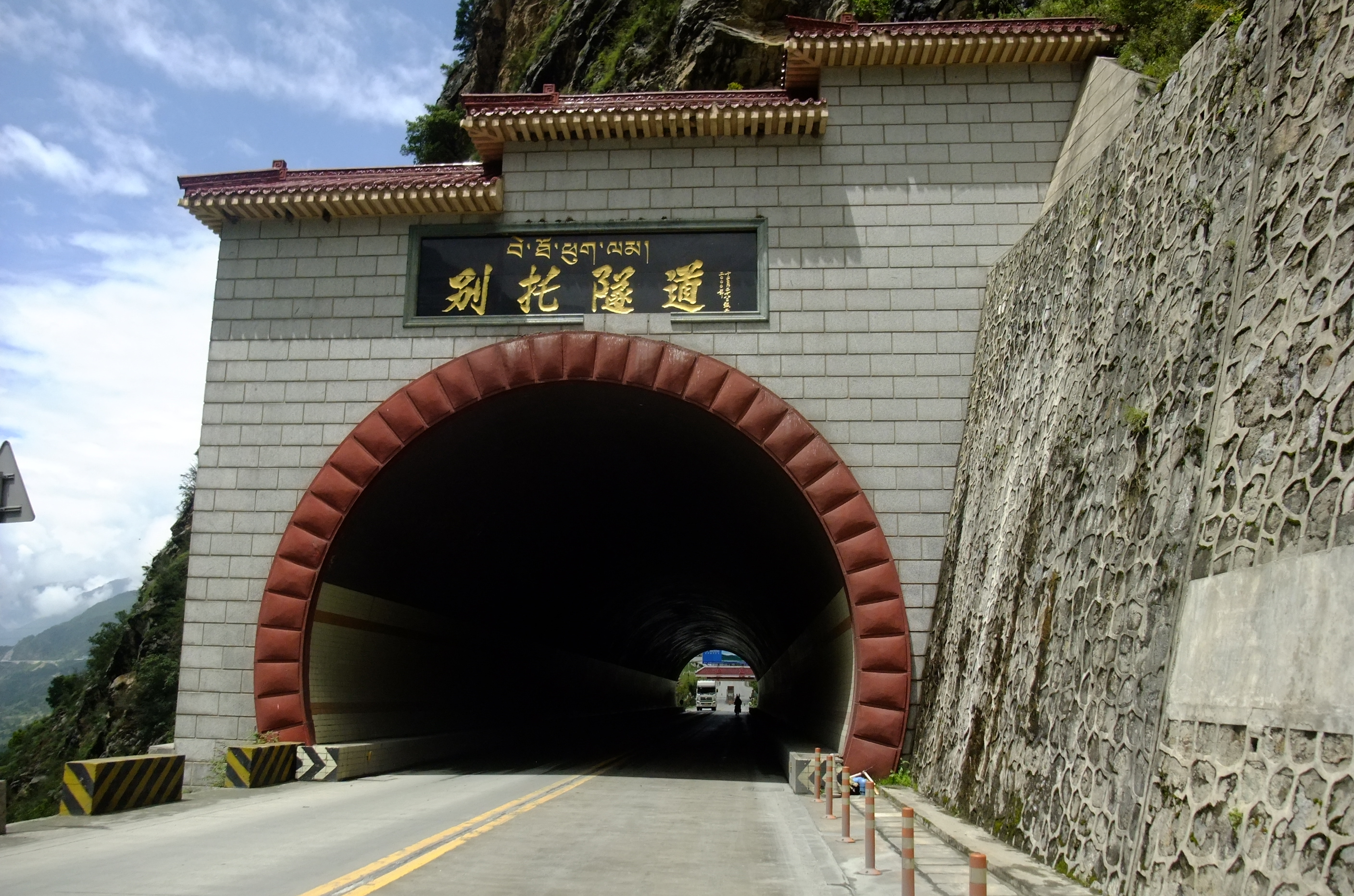
别托隧道

二郎山隧道，是位于中国四川省雅安市与甘孜藏族自治州交界的一座公路隧道，是川藏公路南线318国道穿越二郎山的关键工程，起点位于天全县龙胆溪，终点位于泸定县别托村，路线全长8,596米，其中，二郎山隧道长4,176米，别托隧道长101米，和平沟大桥长118米。隧道海拔2,182米，建成时是中国最长、海拔最高的公路隧道。二郎山隧道主体工程于1996年5月、6月先后在东西两端正式开工，1998年12月19日全线贯通，1999年12月7日试放行通车，2001年1月11日全面建成通车。

## 历史
川藏公路于1954年12月25日建成通车，翻越二郎山的路段全部是盘山公路，被称为“川藏公路第一险”。二郎山海拔3,437米，这里常年冰雪、暴雨、浓雾、泥石流、滑坡不断，导致该路段行车事故多发、断道频繁，加之全年有3/4为雨雪天气，交通运输极为困难。
1960至1970年代，曾提出过兴建二郎山隧道的方案。1983年，二郎山路段开始实行单向管制放行，但是仍然时常发生堵车、断道的状况。1995年，中国政府决定投入巨资整治川藏公路，并将二郎山隧道工程正式列入“九五计划”重点建设项目。整个工程设计概算4.89亿元人民币，竣工决算4.39亿元人民币 ，由武警交通第一总队和铁道部第十六工程局五处（现为“中铁十六局集团第五工程有限公司”）负责施工。二郎山隧道的建成，结束了川藏公路二郎山路段持续十余年的单向管制通车，保证了全天候通车。比原路线缩短里程25公里，缩短行车时间3小时，并避开了事故、灾害频发路段。

## 设计
二郎山隧道主洞长4,176米，其轴线分水岭海拔为2,948米，最大埋深748米，开工时是中国最长、埋深最大、海拔最高、地应力最大的特长山岭公路隧道。隧道为直线，单洞双向行车，中部设变坡点；截面采用单心圆轮廓，内部半径为4.83米，净宽9米，净高6.85米。路面横坡采用双向“人”字坡，坡度为1.5％；设置双车道，路面宽度7.5米，道路等级为山岭重丘三级公路。
平行导洞长4,155米，主要作用为通风及紧急通道，通过14个横通道与主洞连接，其间距为42.5米；平行导洞净宽4.5米，净高4.5米，单车道，路面宽度4米。
隧道采用新奥法施工，复合式衬砌。属高地应力隧道，设计最大水平应力50兆帕，实测最大水平应力32.7兆帕。岩爆和大变形段占隧道全长的60％，西口段穿越79米浅埋偏压崩坡积层以及暗河岩溶地段。
二郎山隧道工程先后获得了代表中国建筑工程领域和土木工程领域的最高荣誉：2004年度“中国建筑工程鲁班奖”和第四届“詹天佑土木工程科学技术奖”。